# Cryptocephalus bicolor
Cryptocephalus bicolor là một loài bọ cánh cứng trong họ Chrysomelidae. Loài này được Eschscholtz miêu tả khoa học năm 1818.